# Nils Andersson (1845–1898)
Nils Andersson i riksdagen kallad Andersson i Öllsjö gård, född 3 juli 1845 i Everöds församling, Kristianstads län, död 28 maj 1898 i Skepparslövs församling, Kristianstads län, var en svensk lantbrukare och riksdagsman.
Andersson var lantbrukare på Öllsjö gård i Kristianstads län. Han var i riksdagen ledamot av första kammaren 1888–1891, invald i Kristianstads läns valkrets.